# Ахта
Ахта́ (рос. Ахта, башк. Ахта) — присілок (у минулому селище) у складі Кушнаренковського району Башкортостану, Росія. Входить до складу Старокурмашевської сільської ради.
Населення — 73 особи (2010; 89 у 2002).
Національний склад:
- башкири — 87 %